# Johann Christoph Jordan
Johann Christoph Jordan (lub Johann Christoph de Jordan) – wydawca opublikowanej w 1745 roku w Wiedniu napisanej po łacinie książki De originibus slavicis. Wydanie tego tytułu zapoczątkowało dyskusję na temat pochodzenia Słowian.